# Озерянське намисто
Озерянське намисто — група з 12 озер у Турійському районі, Волинської області. Озера розташовані між селами Пересіка, Озеряни, Сушибаба.
Озера Озерянського намиста мають однакове походження, знаходяться поруч, тому були об'єднанні в єдину умовну групу туристами, знавцями Волині та організаторами змагань зі спортивного орієнтування, національно-патріотичних вишколів. Поетичну назву групи озер пов'язують с назвою села Озеряни.
Межі Озерянського намиста місцями збігаються з територією загальнозоологічного Озерянський заказник (Турійський район).
Одночасно з цим існує більш широке трактування Озерянського намиста. Так називають озерне сузір`я від села Перевалів на Турійщині, яке густо розсипане з заходу на схід, аж до вододілу Турії та Стоходу. Групуючись в основному навколо Турійська та Озерян, велике Озерянське намисто нараховує близько чотирьох десятків озерець.

## Озера Озерянського намиста
До складу Озерянського намиста входять наступні водойми: Пересіка, Гнялбище або Данилове, Панське, озеро Погоріле, Бережисте, Болотне, Озерянське, Пісочне, Зміїнець та інші.

## Утворення
Всі озера Озерянського намиста мають карстове походження. Виникли після відходу льодовика.

## Охорона
12 озер Озерянського намиста, разом з ділянками сосново-дубових, березово-осикових лісів віком до 85 років, болотами, чагарниковими заростями, лучними угіддями, пасовизами та іншими землями охороняються в рамках загальнозоологічного Озерянський заказник (Турійський район), утвореного за рішенням Волинської обласної ради народних депутатів від 21.10.1991, № 226.

## Галерея

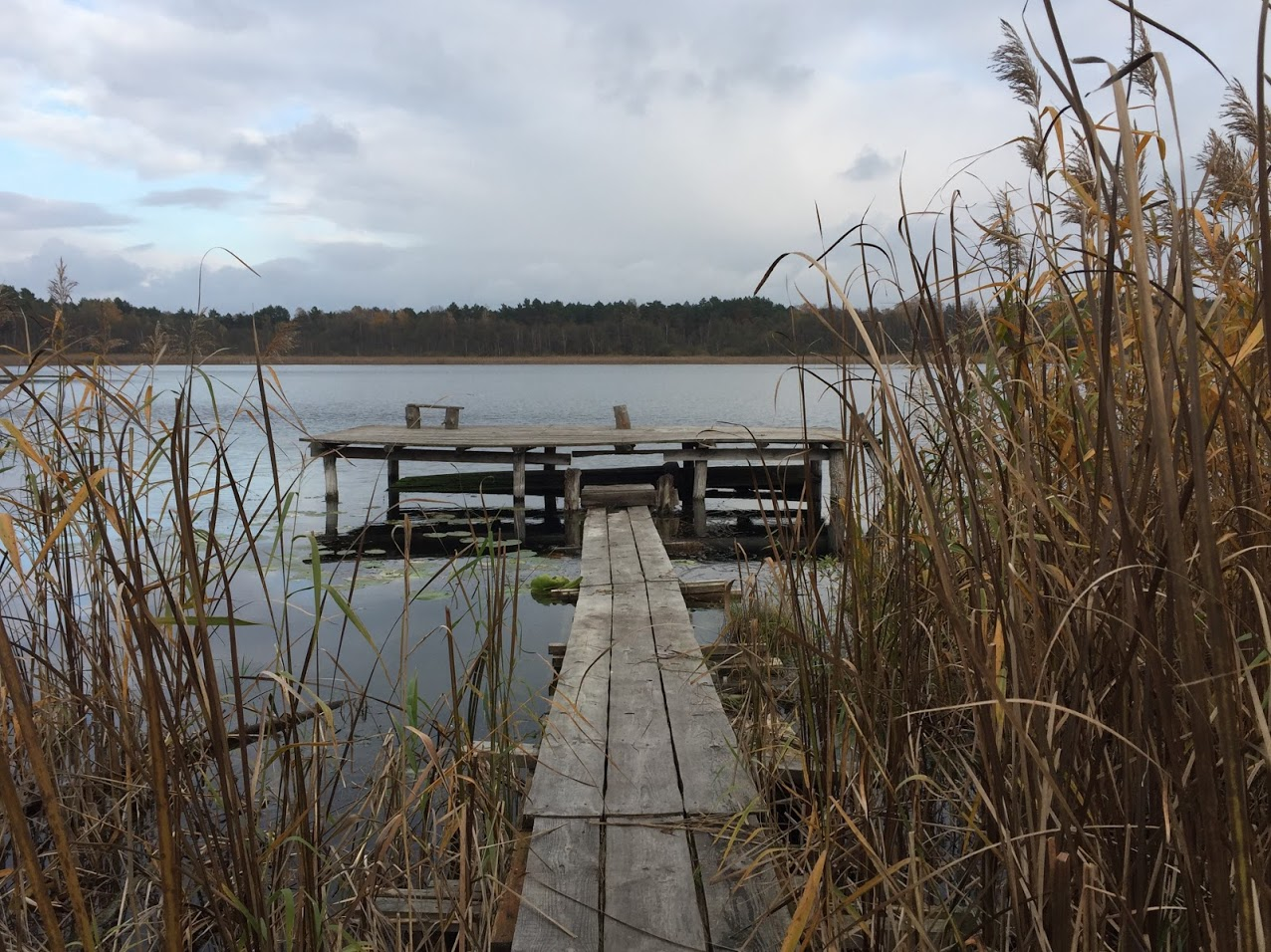
Гнялбище - озеро у Волинській області
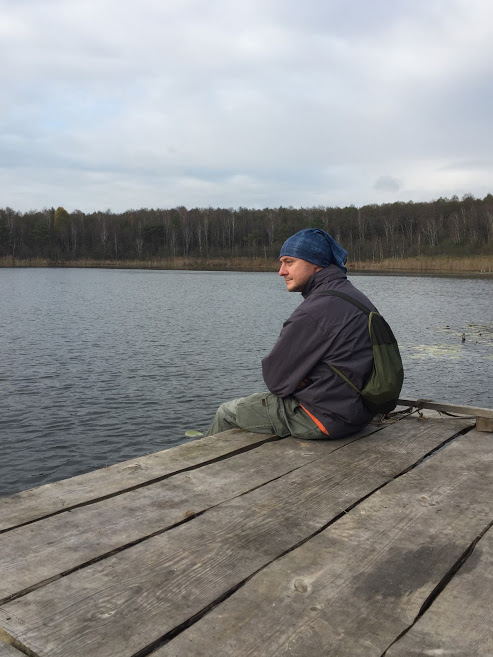
Озеро Погоріле